# Quang Diệm
Quang Diệm là một xã thuộc huyện Hương Sơn, tỉnh Hà Tĩnh, Việt Nam.

## Địa lý
Xã Quang Diệm nằm ở trung tâm huyện Hương Sơn, có vị trí địa lý:
- Phía đông giáp thị trấn Phố Châu và xã Sơn Giang
- Phía tây giáp xã Sơn Lĩnh và xã Sơn Tây
- Phía nam giáp xã Hàm Trường
- Phía bắc giáp xã Sơn Lâm.

Xã Quang Diệm có diện tích 34,32 km², dân số năm 2018 là 6.566 người, mật độ dân số đạt 191 người/km².

## Lịch sử
Trước năm 1945, gọi là xã Tình Diệm.
Sau năm 1945, xã Tình Diệm tách thành xã Sơn Diệm và xã Sơn Quang.
Ngày 13 tháng 12 năm 2018, HĐND tỉnh Hà Tĩnh ban hành Nghị quyết số 126/NQ-HĐND về việc thành lập thôn Hà Sơn trên cơ sở thôn Đông Hà và thôn Bảo Sơn.
Ngày 21 tháng 11 năm 2019, Ủy ban Thường vụ Quốc hội ban hành Nghị quyết số 819/NQ-UBTVQH14 về việc sắp xếp các đơn vị hành chính cấp xã thuộc tỉnh Hà Tĩnh (nghị quyết có hiệu lực từ ngày 1 tháng 1 năm 2020). Theo đó, sáp nhập toàn bộ diện tích và dân số của hai xã Sơn Quang và Sơn Diệm thành xã Quang Diệm.

## Danh nhân
Quê ngoại của Đại danh y Hải Thượng Lãn Ông Lê Hữu Trác.